# نورمن اینکستر

آرم کمیسر پلیس سلطنتی کانادا

نورمن اینکستر (انگلیسی: Norman Inkster؛ زادهٔ ۱۹ اوت ۱۹۳۸) اهل کانادا است. او از سپتامبر ۱۹۸۷ به عنوان هجدهمین کمیسر پلیس سلطنتی کانادا منصوب شد و تا۲۴ ژوئن ۱۹۹۴ خدمت کرد و از سال ۱۹۹۲ تا ۱۹۹۴ عهده‌دار ریاست پلیس بین‌الملل بود.